# 浪花博
浪花 博（なにわ ひろし、1922年2月19日 - 1987年5月3日）は、日本の心理学者。

## 人物・来歴
大阪府生まれ。立命館大学卒、佛教大学助教授、同心理学研究所教授。65歳で在職中に死去した。

## 著書
- 『子育てのこころ 子どもの成長と親子関係』創元社, 1984.7
- 『障害児の病理と保健』仏教大学通信教育部, 1985.4
- 『精神衛生A』仏教大学通信教育部, 1986.4

### 共編著
- 『幼児・児童の心理と教育』小森健吉共編 協同出版 1979
- 『教育心理学』浪花博 [ほか]編著. 仏教大学通信教育部, 1986.4

### 翻訳
- C.E.ムスターカス『問題児の成長と人間関係』 (精神科学全書) 岩崎学術出版社, 1968
- J.ヘンダーソン『夢と神話の世界 通過儀礼の深層心理学的解明』河合隼雄共訳. 新泉社, 1974
- M.フォーダム『子どもの成長とイメージ』岡田康伸共訳. 誠信書房, 1976
- リチャード・I.エヴァンズ『無意識の探求 ユングとの対話』岡田康伸共訳. 誠信書房, 1978.8